# 地球産業文化研究所
一般財団法人地球産業文化研究所（ちきゅうさんぎょうぶんかけんきゅうじょ、英：Global Industrial and Social Progress Research Institute, GISPRI）は、地球規模での資源・環境問題や、国際システム・産業・経済・文化・社会のあり方についての調査研究のために設立されたシンクタンクである。地球産業文化委員会を開催し、これらの問題についての政策提言を行っている。1988年12月1日に財団法人として設立され、2012年4月1日に一般財団法人に移行した。略称はGISPRIまたは地球研。
また、2005年日本国際博覧会の事前調査、計画の策定も政府から受託していた。2006年12月より2007年3月にかけて2005年日本国際博覧会協会の事業を順次継承し、3月末日の博覧会協会の完全解散後は完全に権利・義務・事業を継承している。
なお、2007年3月に実施された、博覧会協会と本研究所が共催した「博覧会開幕2周年記念行事」の中で財団法人地球産業文化研究所の理事で、博覧会協会の事務総長（当時）であった中村利雄は、この研究所の愛称を「モリコロ財団」とする方向で検討していることを明言した。

## 事業
GISPRIは主要事業として以下の項目を挙げている。
- 地球規模での資源・環境問題、新しい国際システムのあり方、産業・経済と文化・社会の新しい関係のあり方等について調査研究。
- 地球的規模で解決を要する諸問題についての総合的な政策提言。
- 内外の研究機関と研究資料の交換、共同研究、研究員の交流等の事業の実施。
- シンポジウム、セミナー等の開催及びインターネットホームページ（日本語ページ及び英語ページ）における各種の情報提供、地球研ニュースレターの発行など。
- 旧2005年日本国際博覧会協会の事業および権利・義務の継承、資産、資料の管理運用[3]。

## 事務所
- 本部

〒103-0015 東京都中央区日本橋箱崎町41-12 KDX箱崎ビル6階